# Amazon Cloud Drive
Amazon Cloud Drive es un servicio de alojamiento de archivos presentado por Amazon el 29 de marzo de 2011.
Los usuarios disponen de 10 gigabytes de espacio de almacenamiento; cada gigabyte adicional cuesta un dólar por año. 
Junto con este servicio se proporciona un servicio musical llamado Cloud Player, el mismo permite acceder a su música desde cualquier computadora o dispositivo Android con acceso a internet. No obstante, la legalidad del Cloud Player es cuestionable, puesto que Amazon no adquirió ningún derecho de autor de música antes de lanzar la aplicación. De todos modos, Amazon decidió dar este audaz paso para ganar cuota de mercado entre los usuarios.
El servicio de Cloud Player está disponible solamente para usuarios de los Estados Unidos y, si bien es posible registrarse y cargar archivos desde cualquier parte, el servicio de escuchar música en la nube está bloqueado.
Amazon lanzó en enero de 2013 el servicio Amazon Auto-Rip que permite descargar ficheros MP3 de CD de audio que se han adquirido en Amazon desde 1998, así como de los CD que se compren en el futuro. Los MP3 pueden almacenarse de manera gratuita sin consumir espacio adicional en Cloud Player.

## Almacenamiento
Los usuarios no tienen que hacer una compra en Amazon, para el uso de los servicios que serán proporcionados, para aquellos que tienen una cuenta tiene acceso a 5GB de almacenamiento gratuito en línea. Desde 2015 Amazon USA ha dejado de ofrecer almacenamiento gratuito, aunque esta decisión no influye por ahora en el resto de páginas de Amazon. En marzo de 2016 Amazon Canada también se pasó al alojamiento solo de pago.
Hay un bono de usar este servicio, como cuando el cliente carga su inalterada Amazon MP3 en su disco de nubes que no ocupan espacio, y se almacenará al instante de forma gratuita. Si el cliente quiere tener una cuenta de más espacio de almacenamiento, no se pagan los planes disponibles de hasta 1000 GB.
El usuario puede subir los archivos como: música, vídeos, documentos de su elección, y todo va a estar protegidos dentro de la base de datos en el sitio y cuando ninguna de esta información es necesaria que el cliente será capaz de iniciar sesión desde cualquier lugar posible y reciben sus archivos.